# Íkrima ibn Abi-Jahl
Íkrima ibn Abi-Jahl (àrab: عكرمة بن أبي جهل, ʿIkrima b. Abī Jahl) fou cap del clan quraixita dels Banu Makhzum, que va assolir la direcció del grup el gener del 630. Oposat al profeta Mahoma i a mantenir converses amb ell, fou abandonat per membres del seu propi clan. Conquerida la Meca pels musulmans, Íkrima va fugir al Iemen i els Banu Makhzum es van fer musulmans. Íkrima fou perdonat i va poder tornar del Iemen i va participar després a la repressió de la ridda o apostasia (632-633) sent esmentat operant en diversos llocs entre els quals Iemen, Hadramaut i Mahra. Tot i actuar al Iemen, no en degué ser governador. Va morir en batalla contra els romans d'Orient a Síria, no se sap si a al-Ajnadayn o a Yarmuk.